# James Cotton

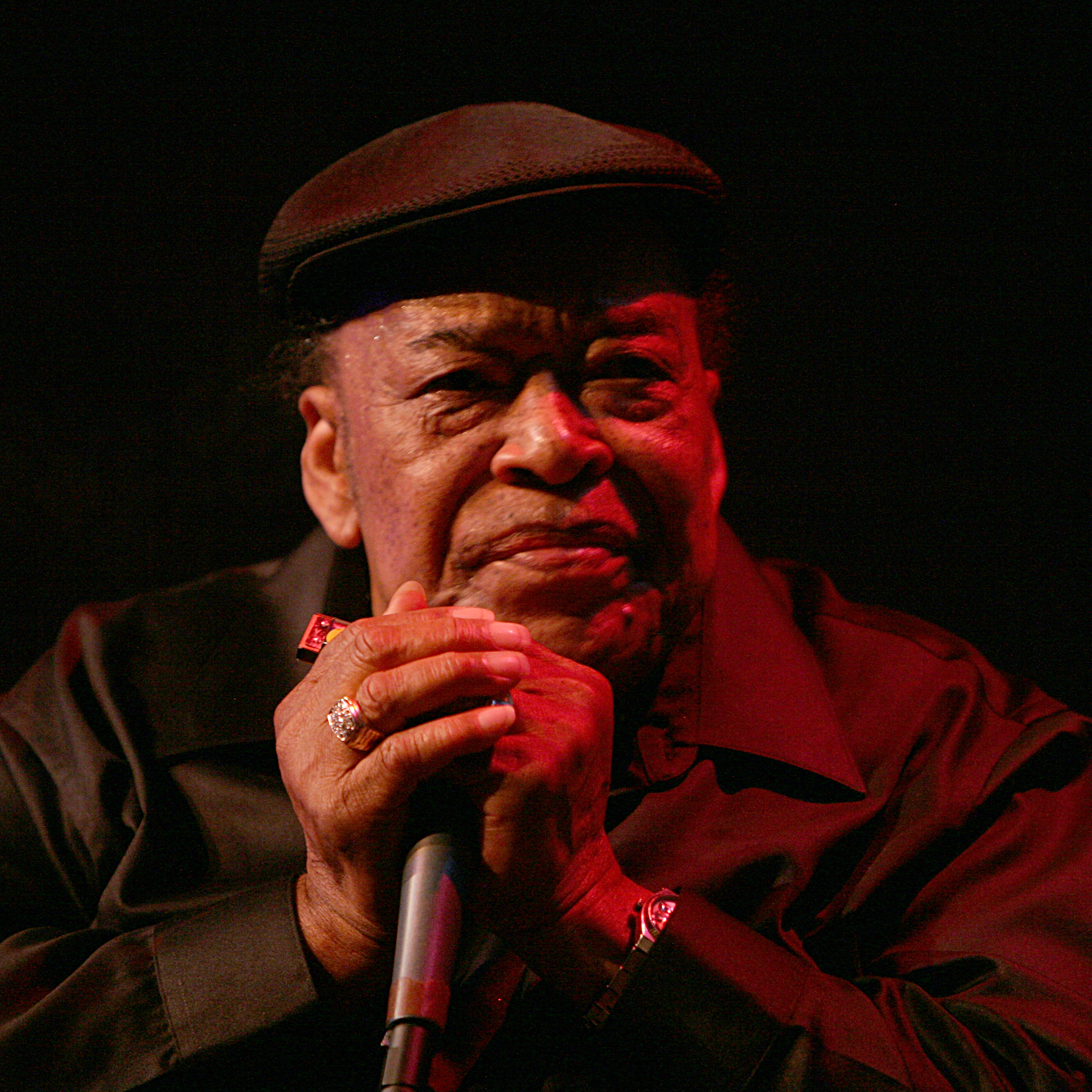
James Cotton (2007)

James Henry Cotton (* 1. Juli 1935 in Tunica, Mississippi; † 16. März 2017 in Austin, Texas) war ein US-amerikanischer Blues-Mundharmonikaspieler und -Sänger.

## Leben
James Cotton wuchs als jüngstes von acht Kindern in Tunica auf. Mit dem Mundharmonikaspielen begann er, nachdem er Sonny Boy Williamson II. in der Radiosendung King Biscuit Time gehört hatte. Mit neun Jahren besuchte er Williamson, der ihn unter seine Fittiche nahm. Er berichtete lange, dass er erzählt habe, er sei Waise. Erst in späteren Lebensjahren gab James Cotton zu, dass diese Geschichte erfunden sei. Mit fünfzehn Jahren trat er bereits mit lokalen Bluesgrößen auf und hatte eine 15-minütige Bluessendung auf KWEM, einer Radiostation in West Memphis, Arkansas. Während der Woche musste er aber als Lastwagenfahrer arbeiten, um seinen Lebensunterhalt zu verdienen. Sam Phillips, der Besitzer von Sun Records, lud ihn ein, für ihn aufzunehmen, und so entstanden 1953 und 1954 die ersten Aufnahmen unter seinem Namen.
Er war seit 1954 – damals ersetzte er dort Little Walter – bis 1966/67 ständiges Mitglied der Muddy Waters Band und spielte später immer wieder bei Waters’ Schallplatten-Aufnahmen – auch in den späten 1970ern unter der Produktion von Johnny Winter. Obwohl er Mitglied der Band von Waters war, war er erstmals 1958 auf Schallplattenaufnahmen zu hören, da die Plattenfirma Chess Records auf Little Walter als Harmonikaspieler bestand. 1965 bildete er das Jimmy Cotton Blues Quartet, bei dem Otis Spann Klavier spielte. 1966 tourte er mit Janis Joplin, er war aber auch der Opener für verschiedene andere Bands der späten 1960er-Jahre wie beispielsweise The Grateful Dead oder Led Zeppelin, aber auch für andere Blues-Musiker wie Freddie King oder B. B. King.
Durch eine Kehlkopfkrebs-OP war Cotton seit Mitte der 1990er-Jahre gezwungen, nur noch als Mundharmonikaspieler und nicht mehr als Sänger in Erscheinung zu treten. Mit dem James Cotton Trio (James Cotton, Harmonika; David Maxwell, Klavier; Rico McFarland, Gitarre; alternierend Mojo Buford oder Darrell Nulisch, Gesang) war er noch regelmäßig auf Tournee.
James Cotton starb am 16. März 2017 in einem Krankenhaus in Austin im US-Bundesstaat Texas im Alter von 81 Jahren an den Folgen einer Lungenentzündung.

## Auszeichnungen
Grammy

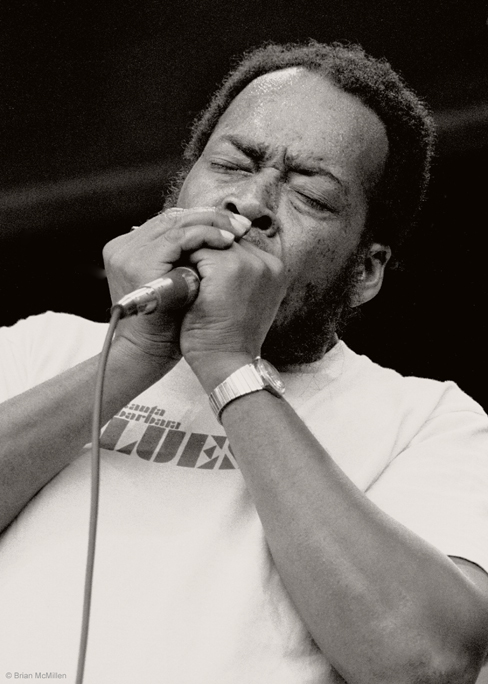
James Cotton (1981)

- Grammy Award, 1996 – Deep in the Blues – Traditional Blues Album
- Grammy Nominierung: High Compression, 1984
- Grammy Nominierung: Live from Chicago: Mr. Superharp Himself!
- Grammy Nominierung: Take Me Back, 1987
- Grammy Nominierung: Living the Blues, 1994

Aufnahme in
- Blues Hall of Fame 2006
- Smithsonian Institution 1991

W. C. Handy Award
- Handy Award, 2003 35th Anniversary Jam – Traditional Blues Album
- Handy Award, 2001, 1997 – Traditional Male Artist of the Year
- Handy Award, 1997 – Acoustic Album of the Year – Deep in the Blues
- Handy Award, 1991, 1987 – Instrumentalist of the Year – Harmonica
- Handy Award, 1991 – Contemporary Album of the Year – Harp Attack

Sonstige

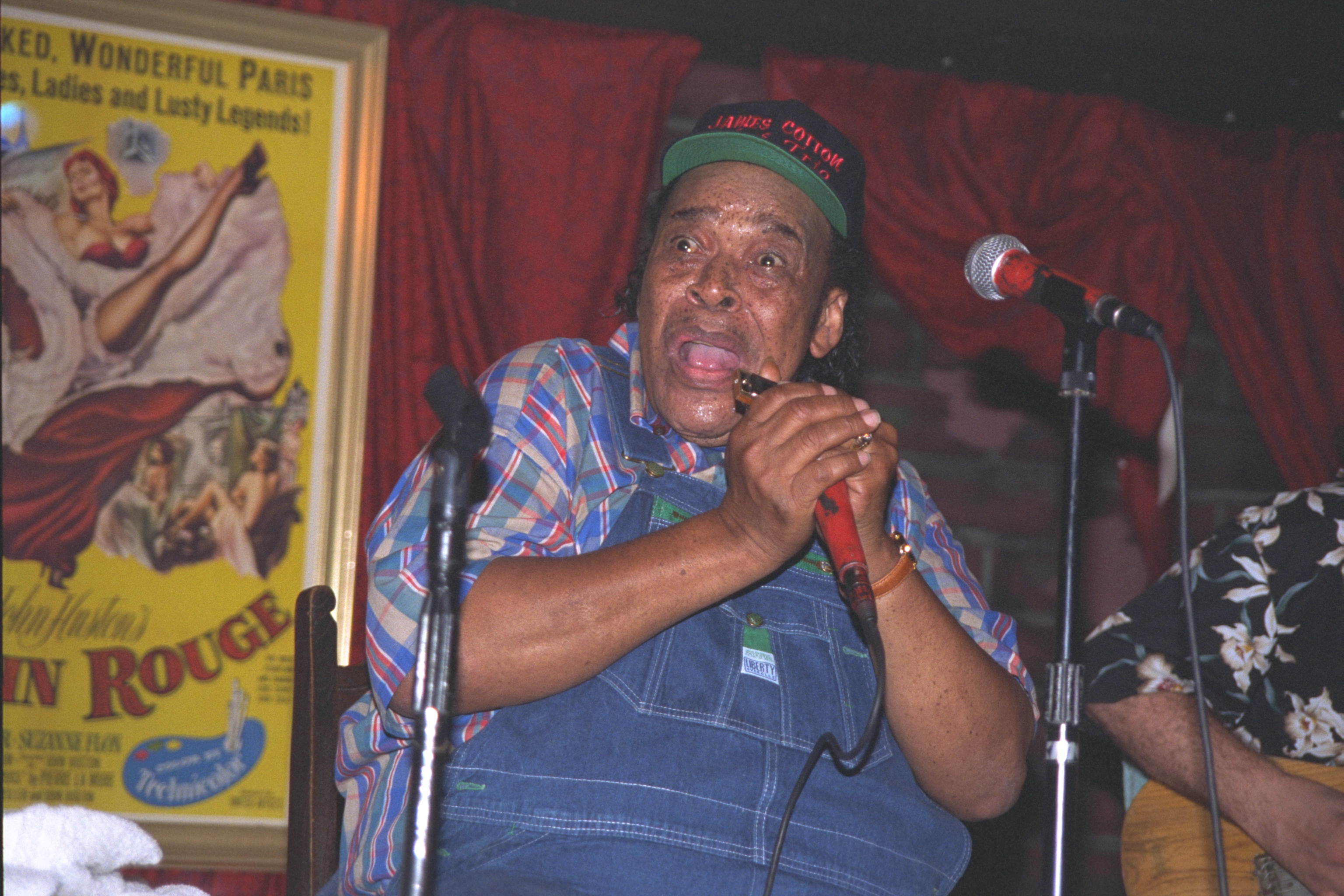
James Cotton (2006)

- Premier Harmonica Player Award, 2000, 1999 Memphis Chapter of National Academy of Record Arts and Sciences
- Down Beat 45th Annual Critics Poll, 1997 Deep in the Blues – Blues Album of the Year
- Down Beat 62nd Annual Readers Poll, 1997 Deep in the Blues – Blues Album of the Year
- Lifetime Achievement Award, 2000 – The Pocono Blues Festival
- Blues Legend Award, 2002 – The New England Blues Society
- Howlin’ Wolf Award, 2002 – The Blues Foundation
- Theresa Needham Blues Award, 1994 for outstanding service to the Blues community
- Honorary and Lifetime Member, 1993 – Sonny Boy Blues Society

## Diskografie

### Soloalben und mit anderen Künstlern
| Erschienen unter                                                  | Albumname                                           | Plattenlabel        | Erscheinungsdatum |
| ----------------------------------------------------------------- | --------------------------------------------------- | ------------------- | ----------------- |
| James Cotton und Otis Spann                                       | The Blues Will Never Die                            | Prestige Records    | 1965              |
| James Cotton                                                      | Cotton in Your Ears                                 | Verve Records       | 1967              |
| James Cotton                                                      | Cut You Loose!                                      | Vanguard Records    | 1968              |
| James Cotton                                                      | Pure Cotton                                         | Verve Records       | 1968              |
| James Cotton Blues Band                                           | Taking Care of Business                             | Capitol Records     | 1971              |
| The James Cotton Band                                             | 100% Cotton                                         | Buddah Records      | 1974              |
| The James Cotton Band                                             | High Energy                                         | Buddah Records      | 1975              |
| James Cotton                                                      | High Compression                                    | Alligator Records   | 1984              |
| James Cotton and His Big Band                                     | Live from Chicago – Mr. Superharp Himself           | Alligator Records   | 1986              |
| Various Artists                                                   | Tenth Anniversary Anthology: Vol. I                 | Antone’s Records    | 1986              |
| James Cotton                                                      | Take Me Back                                        | Blind Pig Records   | 1987              |
| James Cotton mit Matt „Guitar“ Murphy und Luther Tucker           | Live at Antone’s                                    | Antone’s Records    | 1988              |
| James Cotton, Junior Wells, Carey Bell, Billy Branch              | Harp Attack!                                        | Alligator Records   | 1990              |
| Various Artists                                                   | Anthology: Vol. 2                                   | Antone’s Records    | 1991              |
| James Cotton                                                      | Mighty Long Time                                    | Antone’s Records    | 1991              |
| James Cotton                                                      | Living the Blues                                    | Verve Records       | 1994              |
| James Cotton                                                      | 3 Harp Boogie                                       | Tomato Head Records | 1994              |
| James Cotton                                                      | Best of the Verve Years                             | Verve Records       | 1995              |
| James Cotton with Joe Louis Walker and Charlie Haden              | Deep in the Blues                                   | Verve Records       | 1996              |
| Collector’s Classics – James Cotton                               | Seems Like Yesterday                                | Justin Time Records | 1998              |
| Collector’s Classics – James Cotton                               | Late Night Blues Live at the New Penelope Cafe 1967 | Justin Time Records | 1998              |
| James Cotton                                                      | Best of the Vanguard Years                          | Vanquard Records    | 1999              |
| James Cotton, Billy Branch, Charlie Musselwhite, Sugar Ray Norcia | Superharps                                          | TELARC              | 1999              |
| James Cotton                                                      | Fire Down Under the Hill                            | Telarc Records      | 2000              |
| James Cotton Blues Band                                           | 35th Anniversary Jam                                | Telarc Records      | 2002              |
| James Cotton                                                      | Baby, Don’t You Tear My Clothes                     | Telarc              | 2004              |
| Muddy Waters, Johnny Winter & James Cotton                        | Breakin’ It Up, Breakin’ It Down                    | Epic Records        | 2007              |
| James Cotton                                                      | Giant                                               | Alligator Records   | 2010              |
| James Cotton                                                      | Cotton Mouth Man                                    | Alligator Records   | 2013              |

### Gastauftritte
| Erschienen unter                | Albumname                 | Plattenlabel | Erscheinungsdatum |
| ------------------------------- | ------------------------- | ------------ | ----------------- |
| The Muddy Waters Tribute Band   | You’re Gonna Miss Me      | TELARC       | 1996              |
| Ronnie Earl                     | and friends               | TELARC       | 2001              |
| Omar Kent Dykes, Jimmie Vaughan | On the Jimmy Reed Highway | Ruf          | 2007              |
| Omar Dykes                      | Big Town Playboy          | Ruf          | 2008              |